# Muzeul Regiunii Porților de Fier

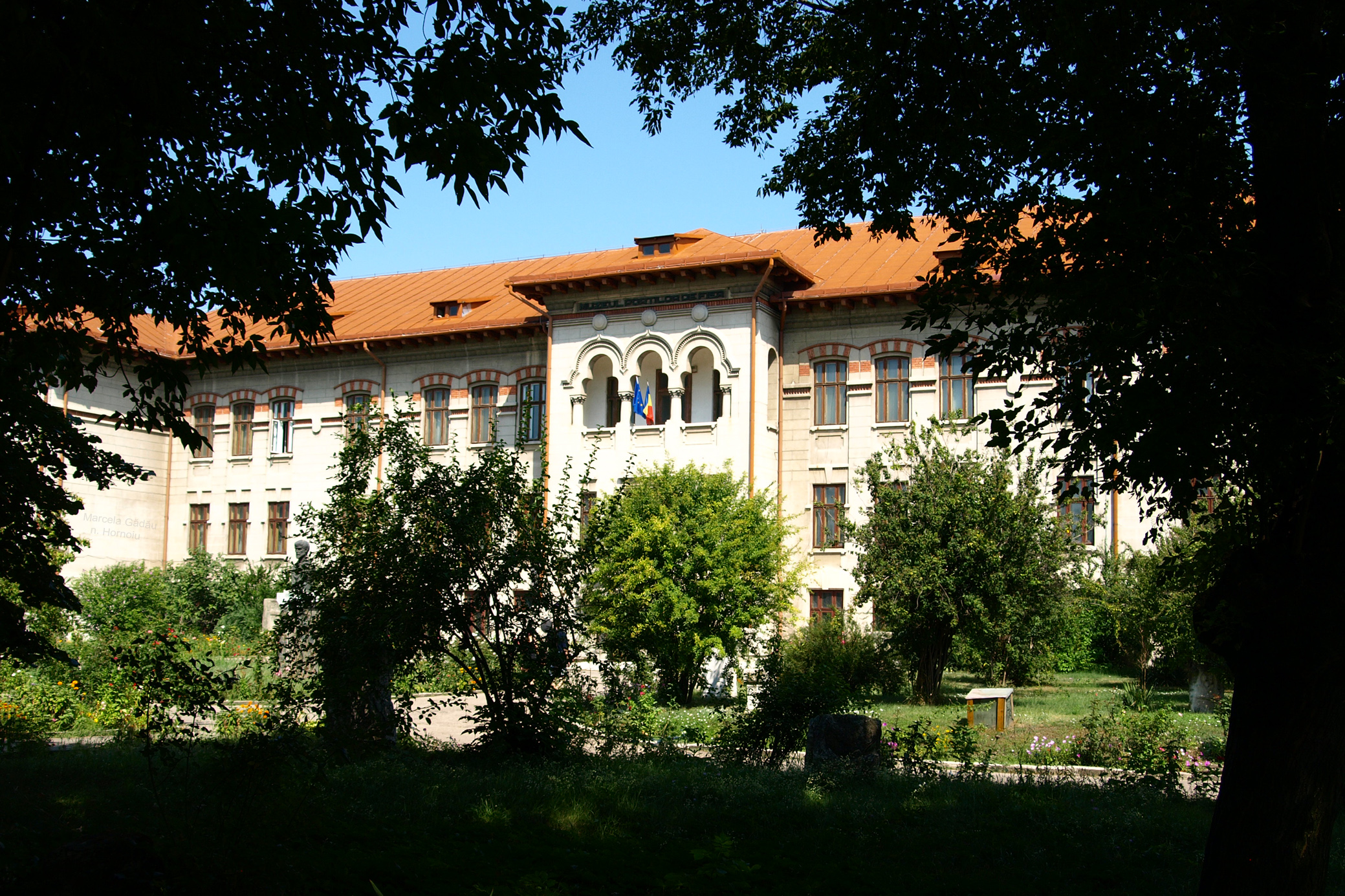
Muzeul înainte de renovare

Muzeul Regiunii Porților de Fier este un muzeu regional din Drobeta-Turnu Severin, amplasat în Str. Independenței nr. 2. În 1912 profesorul Al. Bărcăcilă înființează Muzeul Istoric al Liceului Traian, care se va muta în 1926 în clădirea nou construită de lângă castrul roman, clădire care, încă de la început, trebuia să adăpostească și un muzeu ce se va numi de acum Muzeul de Istorie și Etnografie din Turnu Severin. După 1945 muzeul crește în importanță și își lărgește arealul de cercetare, fiind numit Muzeul Regiunii Porților de Fier. La 15 mai 1972 s-a deschis muzeul în forma actuală, având două secții: istorie și științele naturii, cu un acvariu în care sunt prezentate specii de pești dunăreni. Ulterior au mai fost create secțiile de etnografie și de artă. Expune piese din domeniile: științele naturii (faună și floră, acvariu pentru fauna dunăreană și pești exotici), istorie - documente, arheologie (incluzând un lapidariu din epoca romană), numismatică, etnografie (port, ceramică, țesături din zonă), artă plastică românească (opere de Luchian, Petrașcu, Pallady, Tonitza, Dimitrescu, Șirato, Stoenescu, Iser, Ressu).  Secția de Istorie-Arheologie este compusă din nouă săli: Preistorie - vestigiile vieții materiale și spirituale din cultura Schela Cladovei, Civilizația geto-dacică, Războaiele daco-romane, Monumente antice romane (podul de la Drobeta din anii 103 - 105), Viața spirituală la Drobeta, Istorie medievală, Epoca modernă, Artă feudală românească și Epoca contemporană.  Expoziția științele naturii, inaugurată la 15 mai 1972, prezintă condițiile fizice și geografice ale Defileului Porțile de Fier (Sala I), flora și fauna terestră a Defileului Porțile de Fier (Sala II), ihtiofauna dunăreană a lacului de acumulare Porțile de Fier (acvariul), flora și fauna specifică mediului acvatic din zona Porțile de Fier (Sala III). Expoziția se încheie cu aspecte legate de cosmogonie, apariția vieții pe Pământ, dovezi paleontologice, originea și evoluția omului (Sala IV).  Secția de etnografie și artă populară dispune de un patrimoniu prețios și bogat, valoros din punct de vedere documentar. Expoziția de bază prezintă în primul rând aspecte ale civilizației rurale în Mehedinți și în zona Porțile de Fier.  Alături este castrul roman Drobeta.
Clădirea muzeului este declarată monument istoric, având codul MH-II-m-B-10187. Clădirea a fost construită în anul 1926.

## Furt
În anul 1992, a fost furată o piesă extrem de valoroasă din colecția acestui muzeu. Este vorba de sabia pe care generalul turc, Osman Pașa, atunci când a capitulat și s-a declarat prizonier în timpul Războiului de  Independență,  a predat-o generalului român Mihail Cristodulo Cerchez, comandant al trupelor române la Plevna.
În iunie 2014, Muzeul Regiunii Porților de Fier din Drobeta Turnu Severin anunța că a sesizat poliția despre dispariția unui număr de aproape 600 de monede din aur și argint, dar și o brațară dacică din argint, care fac parte din tezaurul monetar al instituției. Lipsa acestor piese a fost depistată la un inventar efectuat cu ocazia ieșirii la pensie a unuia dintre specialiștii muzeului. Muzeul Regiunii Porților de Fier din Drobeta Turnu Severin este una din cele mai prestigioase instituții muzeale din România, cu o colecție impresionantă de peste 90.000 de piese.